# Hendriktop
Der Hendiktop ist ein Berg in Suriname im Distrikt Sipaliwini, er ist 1030 Meter hoch- und Teil der zentral gelegenen Emmakette. 

## Erforschung
Von November 1902 bis Mai 1903 fand während der Saramacca-Expedition unter Leitung des Niederländers und Militärs im Rang eines Leutnant zur See, Abraham Johannes van Stockum (1864–1935) die erste dokumentierte Erforschung und Besteigung des Hendrikberges statt. Neben van Stockum nahmen an der rund sechs Monate dauernden Expedition rund vierzig Personen teil.

## Namensgebung
Der Berg wurde nach Hendrik van Mecklenburg-Schwerin, Prinz der Niederlande benannt. 